# Mirko Demić
Mirko Demić (* 1964 in Gornji Klasnić, Banovina, Zentralkroatien) ist ein serbischer Schriftsteller.

## Leben und Werk
Demić wurde 1964 in Gornji Klasnić im ehemaligen Jugoslawien geboren. In Belgrad studierte er auf der Militärakademie. Sein erster Band mit Kurzgeschichten erschien 1990. Sein Buch Molski akordi wurde 2008 mit dem Ivo-Andrić-Preis ausgezeichnet. Die diesem Band entstammende Geschichte „Das rosafarbene Mal“ wurde ins Deutsche übersetzt und erschien in der Zeitschrift „WortMosaik“ 2010. Für den Roman Trezvenjaci na pijanoj lađi erhielt er 2010 den Dejan Medaković-Preis.
Mirko Demić lebt seit 1995 in Kragujevac, Serbien als Schriftsteller und Publizist. Sein Werk wurde ins Polnische und Deutsche übersetzt. Er ist Herausgeber der Literaturzeitschrift „Koraci“.

## Werke
- Jabuke Hesperida, 1990
- Slamka u nosu, 1996
- Ćilibar, med, oskoruša, 2001, 2005
- Apokrifi o Furtuli, 2003
- Sluge hirovitog lučonoše, 2006
- Slađenje gorčinom, 2008
- Molski akordi, 2008, 2009
- Trezvenjaci na pijanoj lađi, 2010
- Pod otrovnim plaštom, 2010

## Auszeichnungen
- 2008 Andrić-Preis für das Buch „Molski akordi“
- 2009 „Ulaznica“ (Zrenjanin) – 1. Preis für den Essay „(O)smeh čoveka koji zna previše: o melanholiji u delu Vitomila Zupana“
- 2010 Dejan Medaković-Preis für den Roman „Trezvenjaci na pijanoj lađi“